# Orthemis philipi
Orthemis philipi is een libellensoort uit de familie van de korenbouten (Libellulidae), onderorde echte libellen (Anisoptera).
De wetenschappelijke naam Orthemis philipi is voor het eerst geldig gepubliceerd in 2009 door von Ellenrieder.